# آب‌ماران
آب‌ماران (نام علمی: Homalopsidae) نام یک تیره از فروراسته ناکورماریان است.